# Ioan Rațiu

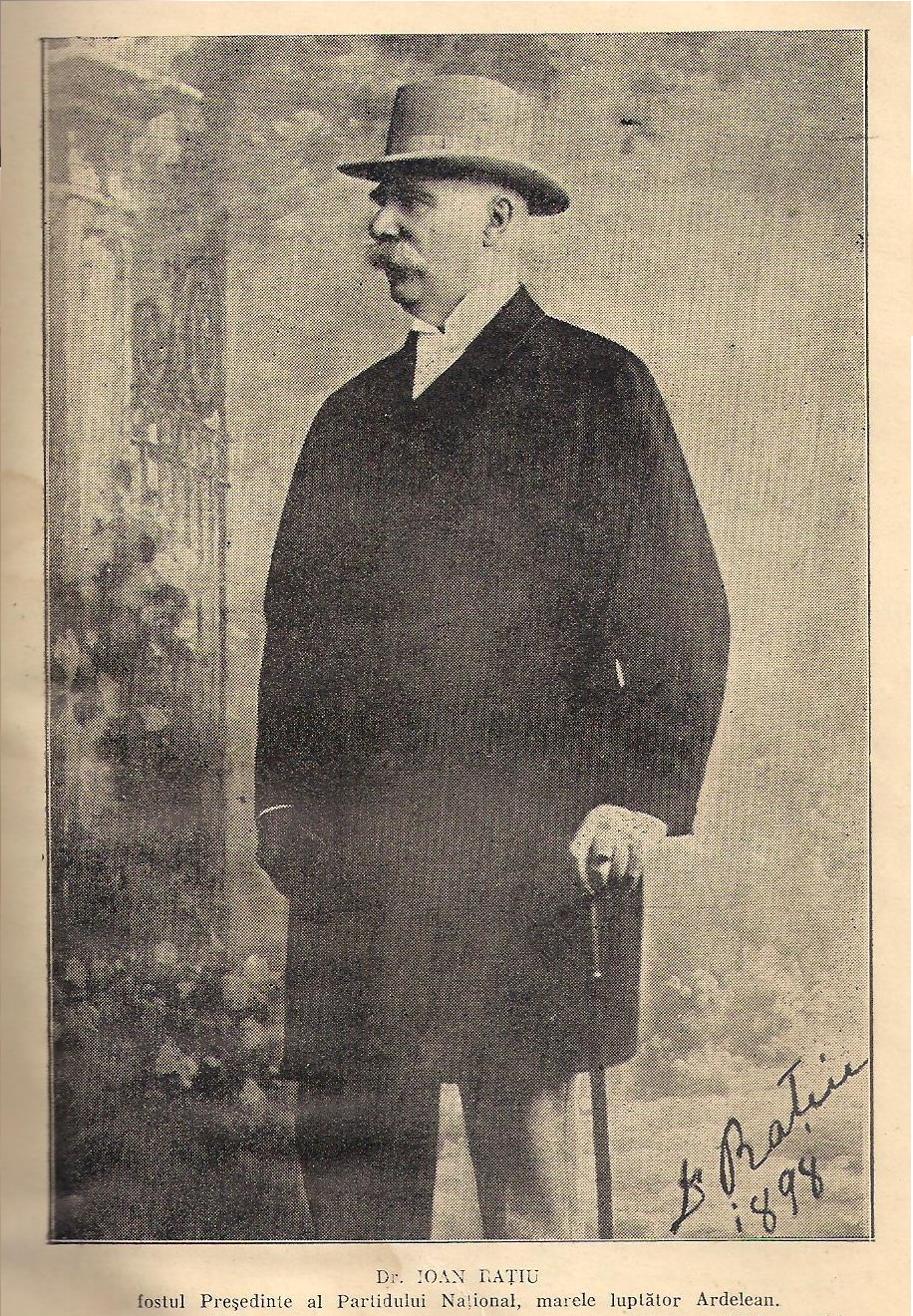
Ioan Rațiu im Jahre 1898

Ioan Rațiu (* 19. August 1828 in Turda; † 4. Dezember 1902 in Hermannstadt) war ein siebenbürgisch-rumänischer Rechtsanwalt und Politiker in der Habsburgermonarchie. Er war Mitbegründer und Vorsitzender der Rumänischen Nationalpartei in Siebenbürgen. Zudem war er einer der Protagonisten der Memorandumsbewegung der Rumänen gegen die ungarische Politik der Magyarisierung in der ungarischen Reichshälfte.

## Leben
Rațiu stammte aus einer alten rumänischen Adelsfamilie, die ihren Stammsitz in Noșlac im Komitat Unterweißenburg hatte. Als junger Mann nahm er im Zuge der Revolution von 1848 als Mitstreiter Avram Iancus an den Kämpfen gegen die ungarische Armee im Apusenigebirge teil. Später studierte er Rechtswissenschaft in Wien und promovierte 1857 in Budapest. Als Anwalt verteidigte er oftmals Kleinbauern gegen Großgrundbesitzer.
In den 1860er Jahren begann sein politisches Engagement, er setzte sich in Wien für die Interessen der rumänischen Volksgruppe in der Habsburgermonarchie ein. 1863 und 1864 war er Abgeordneter des Siebenbürgischen Landtages, wo er sich vor allem für bäuerliche Interessen starkmachte. Nach dem Ausgleich von 1867, der für Siebenbürgen das Ende der politischen Autonomie und für die dort lebenden Rumänen einen großen Einflussverlust bedeutete, war Rațiu ein Verfechter der politischen Strategie der Passivität. Durch die Verweigerung der Teilnahme am politischen Prozess im Königreich Ungarn sollte so eine Protesthaltung deutlich gemacht werden, die Berechtigung der Budapester Regierung, Siebenbürgen zu verwalten, wurde in Frage gestellt. Diese Strategie der Passivität wurde zur einflussreicheren Richtung der rumänischen Nationalbewegung in Siebenbürgen, während  sich eine Minderheit um beispielsweise den Bischof Şaguna für ein politisches Engagement innerhalb der bestehenden Verfassung aussprach. Zu Beginn der 1880er Jahre wurde er zu einem der Mitbegründer der Rumänischen Nationalpartei Siebenbürgens, deren Vorsitzender er 1889 (als Nachfolger George Barițs) wurde. Mit einer Unterbrechung 1890–91 (während der er von Vincențiu Babeș abgelöst wurde), führte er die Partei bis zu seinem Tod. Zudem spielte er eine entscheidende Rolle bei der Gründung des einflussreichen rumänischen Presseorgans Tribuna.
Als Parteichef verantwortete er 1892 eine Bittschrift an Kaiser Franz Joseph I., in welcher die Unterzeichner um den Beistand des Monarchen gegen die als ungerecht empfundene Verwaltungs-, Schul- und Wahlgesetzgebung in Siebenbürgen baten. Im Rahmen der Politik der Magyarisierung wurde den Rumänen, welche die Mehrheitsbevölkerung in Siebenbürgen darstellten, die öffentliche Nutzung ihrer Muttersprache sowie die Wahl eigener Abgeordneter erschwert. Dieses als Memorandum in die Geschichte eingegangene Schreiben hatte eine Anklage der Führer der Nationalpartei zur Folge. Kurz nach der Übergabe des Memorandums am Wiener Hof wurde Rațius Privathaus von ungarischen Nationalisten angegriffen, was auch im Königreich Rumänien Empörung auslöste. 1894 wurden Rațiu und einige weitere Politiker und Aktivisten zu Gefängnisstrafen verurteilt. Während des Prozesses in Klausenburg sprach er den Satz „Die Existenz eines Volkes ist nicht zu diskutieren, sondern zu bestätigen“ (Existența unui popor însă nu se discută, ci se afirmă) aus. Der Ausspruch ziert heute das den Aktivisten gewidmete Denkmal in Klausenburg.